# Castelo Ferniehirst
O Castelo Ferniehirst (em inglês:  Ferniehirst Castle) é um castelo do século XVI localizado em Jedburgh, Scottish Borders, Escócia.

## História
Foi local de residência da família Kerr, Marqueses de Lothian. A casa original foi construída por volta de 1490 e durante o século que se segui sofreu diversas alterações. Em 1523 foi demolido e depois de ser reconstruído foi tomado pelos franceses em 1549. Depois, em 1570 foi atacado e queimado pelos ingleses e nos anos seguintes foi praticamente destruído.
Foi reconstruído novamente, mantendo-se ocupado até 1593, quando Jaime VI o decidiu demolir.
Reconstruído no final do século XVI de uma outra estrutura anterior. Na mesma propriedade existem as ruínas de uma capela e edifícios de apoio à agricultura, todas datadas do século XVII.
Foi restaurado em 1883 e em 1938.
Encontra-se classificado na categoria "A" do "listed building" desde 16 de março de 1971.